# Dunlop World Challenge 2011
Dunlop World Challenge 2011 — 4-й розыгрыш ежегодного профессионального международного теннисного турнир, проводимый ITF в рамках своего женского тура и ATP в рамках своего тура Challenger в японском городе Тоёта, префектура Айти.
Соревнования прошли с 21 по 27 ноября на крытых ковровых кортах комплекса Sky Hall Toyota.
Чемпионы прошлого года:
- мужской одиночный разряд:  Тацума Ито
- женский одиночный разряд:  Мисаки Дои
- мужской парный разряд:  Трет Конрад Хьюи /  Пурав Раджа
- женский парный разряд:  Сюко Аояма /  Рика Фудзивара

## Соревнования

### Одиночные турниры

#### Мужчины
Тацума Ито обыграл  Себастьяна Ришика со счётом 6-4, 6-2.

#### Женщины
Тамарин Танасугарн обыграла  Кимико Датэ-Крумм со счётом 6-2, 7-5.
- Тамарин Танасугарн выигрывает 2й титул в сезоне и 14й за карьеру в туре федерации.
- Кимико Датэ-Крумм уступает 2й финал в сезоне и 3й за карьеру в туре федерации.

### Парные турниры

#### Мужчины
Хироки Кондо /  И Чжухуань обыграли  Гао Пэня /  Гао Ваня со счётом 6-4, 6-1.

#### Женщины
Макото Ниномия /  Рико Саваянаги обыграли на неявке на матч  Каролин Гарсию /  Михаэллу Крайчек.
- Впервые в истории турнира титульный матч завершился техническим поражением из-за неявки одного из соперников.